# Landstraße (Linz)

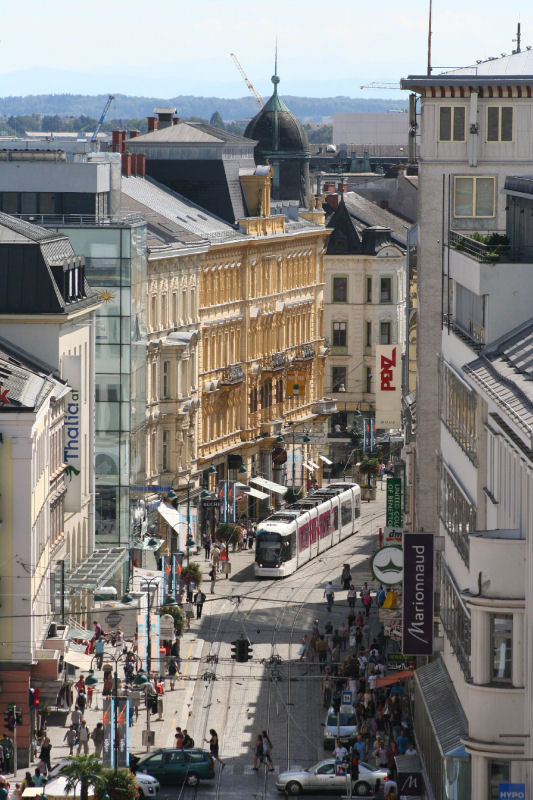
Landstraße bei der Mozartkreuzung (unterer Bildrand)
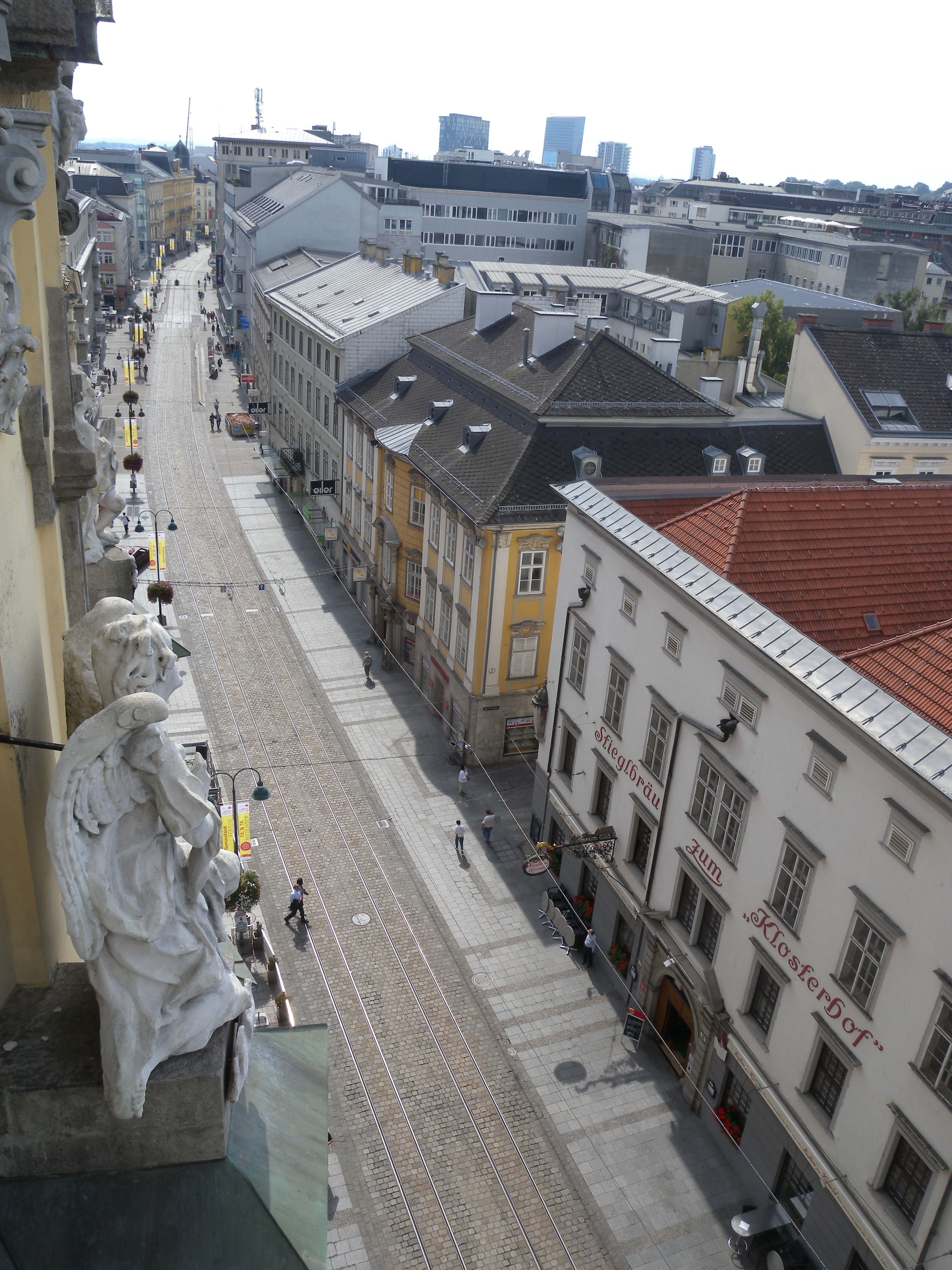
Blick von der Ursulinenkirche nach Süden

Die Linzer Landstraße ist die bekannteste Straße in Linz im Stadtteil Innenstadt. Teilweise als Fußgängerzone ausgeführt, stellt sie die wichtigste Einkaufsstraße in der Stadt dar. Gemessen an der Besucherfrequenz liegt sie auf Platz drei der meistfrequentierten Straßen Österreichs. Sie verläuft vom Taubenmarkt in der Nähe des Hauptplatzes in südlicher Richtung auf einer Länge von etwa 1,3 km bis zur Unterführung der Westbahn nahe der Blumau. Die Linzer Straßenbahn befährt die Straße auf der gesamten Länge.

## Geschichte

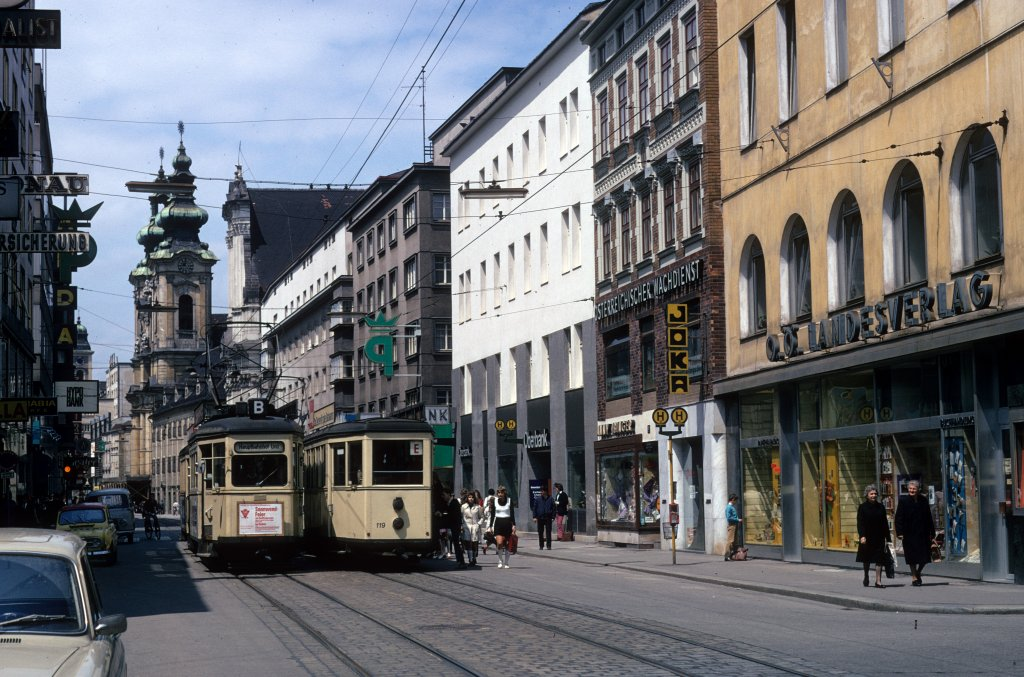
Als die Landstraße noch keine Fußgängerzone war (1971)

Eine Straße im Verlauf der heutigen Landstraße wird erstmals im 13. Jahrhundert erwähnt (als via contra Lintzam, in Lintze aput stratam, aput stratam Lintze). Um 1730 wird die Straße in vier Abschnitten benannt: Innere Vorstadt (bis Bethlehemstraße), Mittlere Vorstadt (bis Bischofstraße), Äußere Vorstadt (bis Langgasse) und Neuhäusl (ab Langgasse). Um 1825 erfolgt lediglich eine Trennung in innere und äußere Landstraße, die Grenze stellte die Karmelitenkirche dar (in der Nähe der heutigen Mozartkreuzung).
Am 26. November 1977 wurde die Landstraße als erste Fußgängerzone Oberösterreichs eingerichtet.

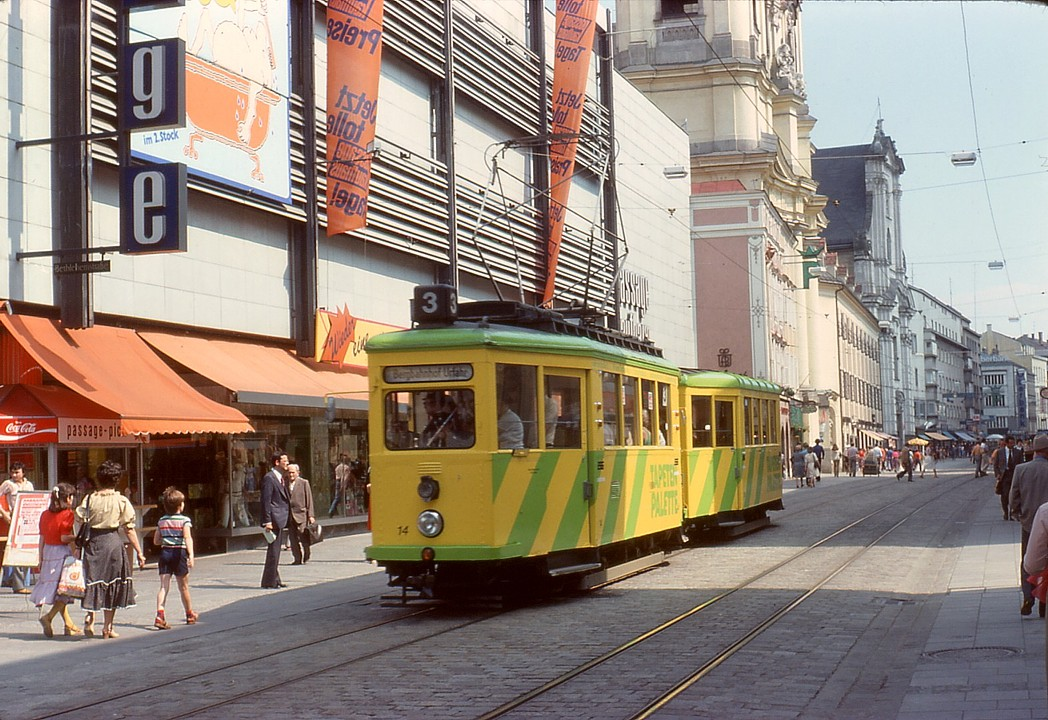
Die neue Fußgängerzone vor dem Passage-Kaufhaus (1978)

## Verlauf

### Taubenmarkt bis Mozartkreuzung

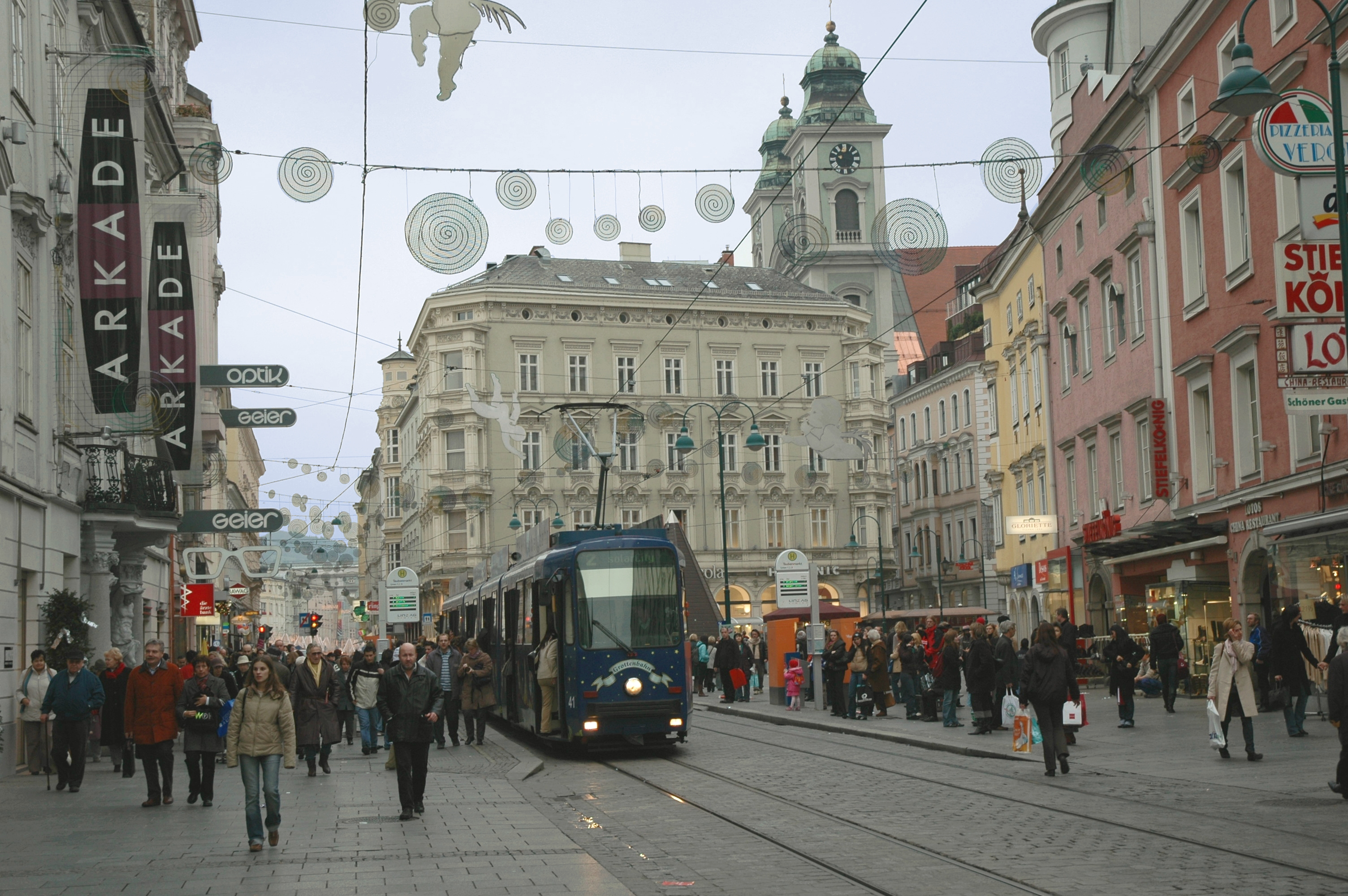
Der Taubenmarkt. Links das ehemalige Einkaufszentrum Arkade, daneben die Schmidtorstraße mit Hauptplatz im Hintergrund. Rechts hinten der Alte Dom.

Der Taubenmarkt ist der meistfrequentierte Platz in Oberösterreich. Durch die hohe Dichte an öffentlichen und privaten Arbeitgebern sowie Schulen in der Nähe ist er ein beliebter Umsteigeplatz zwischen Straßenbahn und Bus.
Erst seit 1861 ist der Taubenmarkt durch die Schmidtorstraße (als Verlängerung der Landstraße) direkt mit dem Hauptplatz verbunden. Zuvor musste die dortige Häuserfront über die schmale Domgasse am Alten Dom vorbei umgangen werden.
Vom Taubenmarkt verläuft die Landstraße in südlicher Richtung. Es befinden sich hier eine Vielzahl an Geschäften, praktisch alle Gebäude werden vom Handel genutzt. Direkt am Taubenmarkt (Linzerie, ehemals Arkade) und wenige hundert Meter südlich davon (Passage) befinden sich auch zwei größere Einkaufszentren.
Das Palais Weißenwolff (Landstraße 12) bildet heute den Eingang zum Einkaufszentrum Linzerie. Franz Anton Graf Weißenwolff ließ 1715 einen Neubau von Johann Michael Prunner errichten. Die Atlanten des Eingangsportals stammen von Leonhard Sattler. Hier wohnte bis zu seiner Emigration 1940 der Arzt Eduard Bloch.
Kurz vor der Mozartkreuzung befindet sich auf der westlichen Seite das frühere Hotel Schiff. Eine Schießerei zwischen den dort verschanzten Schutzbündlern und der Heimwehr am 12. Februar 1934 in diesem Gebäude (heute wie früher Zentrale der SPÖ-Oberösterreich) führte zum Ausbruch des Österreichischen Bürgerkrieges. Gegenüber befinden sich die Ursulinenkirche, das Landeskulturzentrum Ursulinenhof und die Karmeliterkirche.

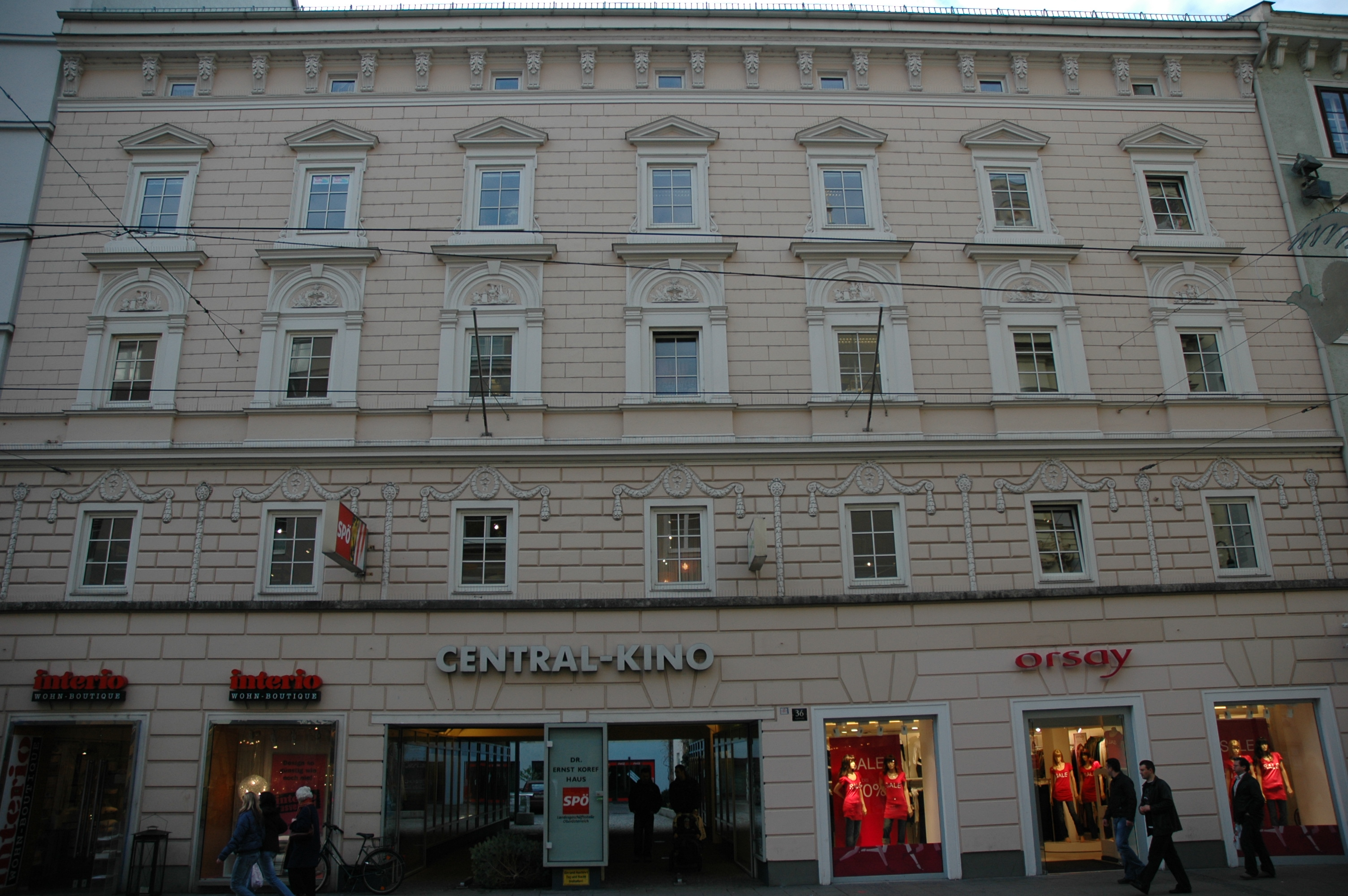
Ehemaliges Hotel Schiff, jetzt SPÖ-Oberösterreich-Zentrale und bis 2006 Central Kino.
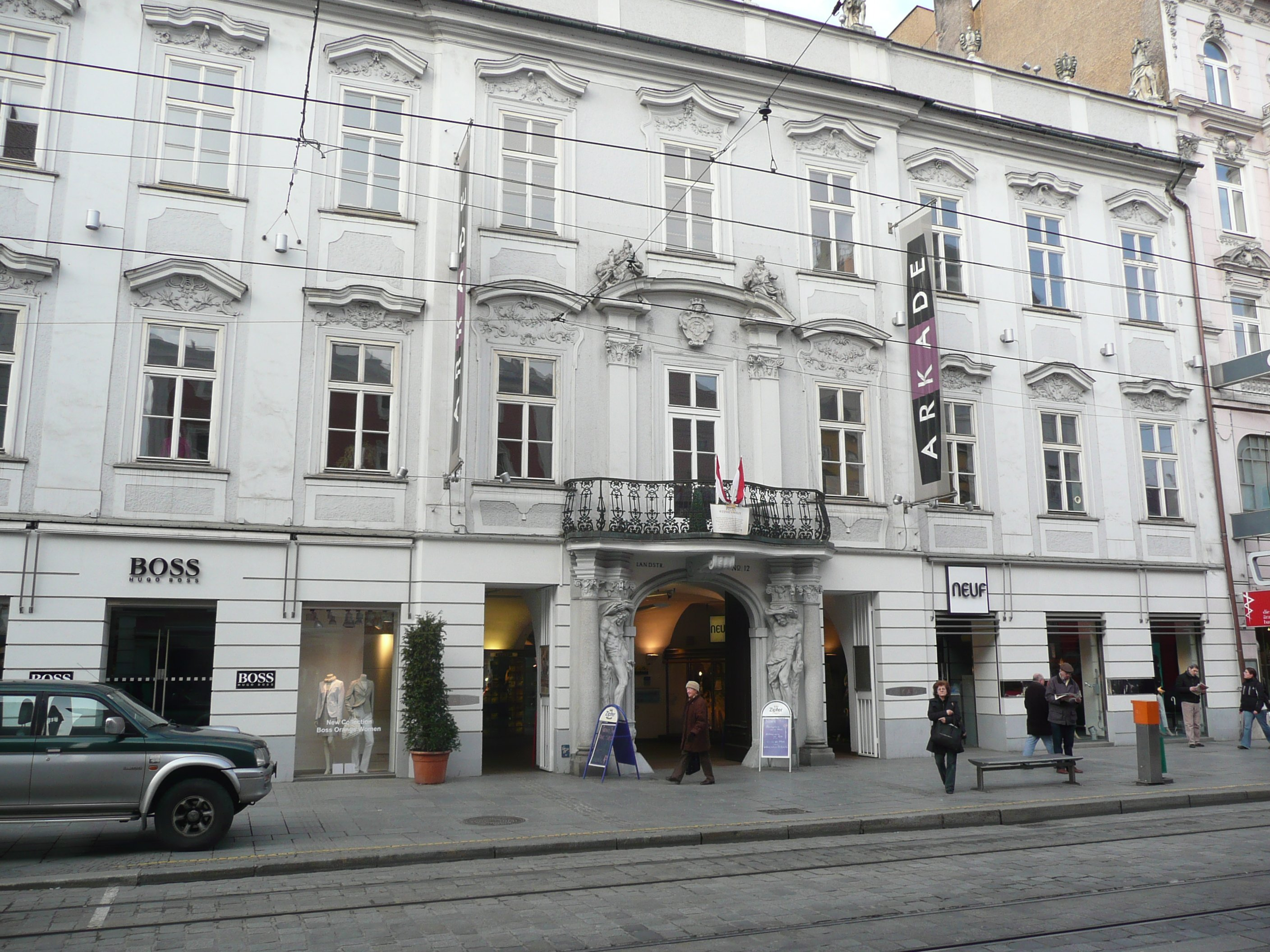
Palais Weißenwolff mit Atlantenportal

### Mozartkreuzung bis Schillerplatz

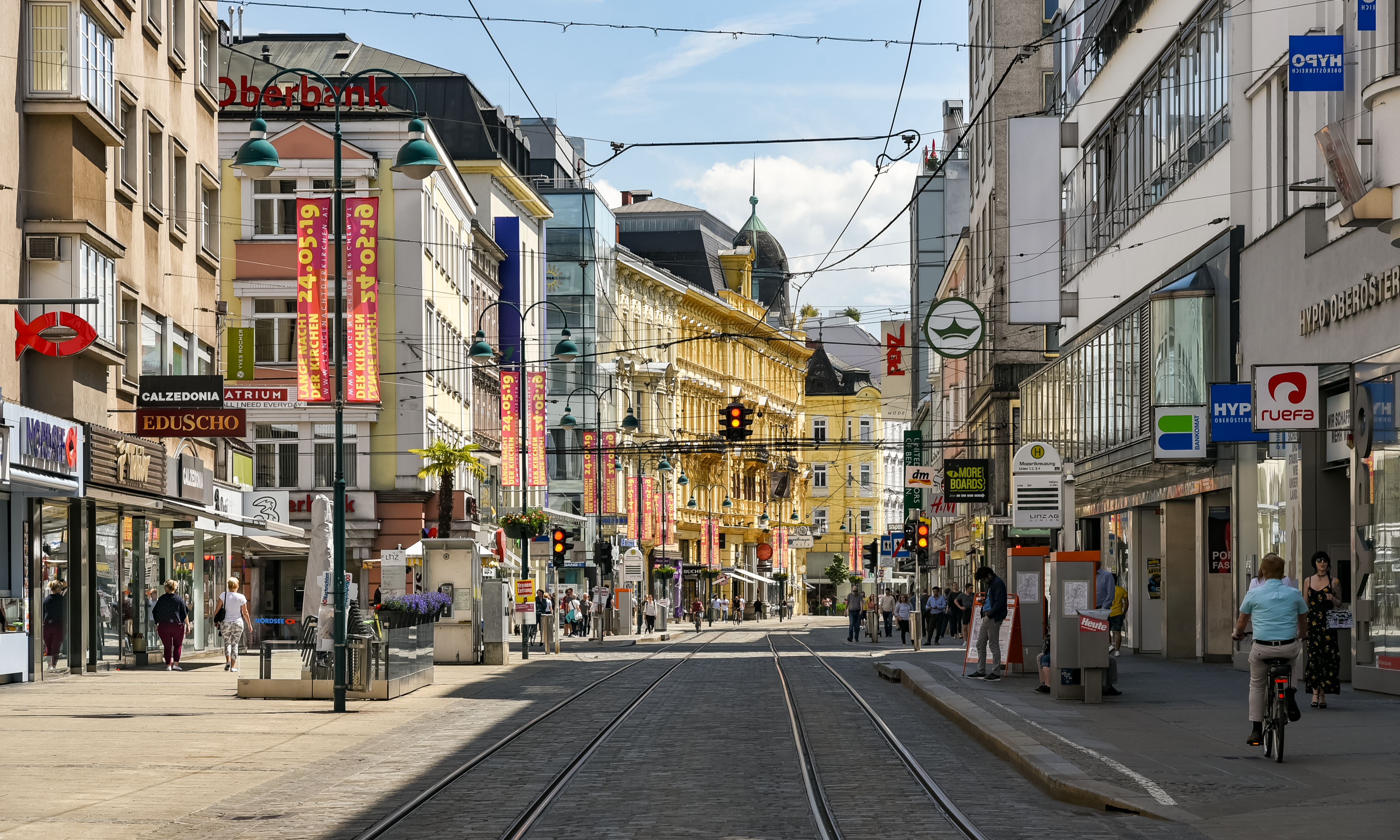
Mozartkreuzung, Blick nach Süden

Von der Mozartkreuzung bis zur Bismarckstraße setzt sich die Fußgängerzone fort. Auf der Ostseite befindet sich die 1842–1844 nach Plänen von Johann Rueff errichtete Martin-Luther-Kirche. An der Bismarckstraße befindet sich das Palais Kaufmännischer Verein (Vereinshaus), in dem eine Vielzahl an Bällen und Veranstaltungen stattfinden.
Am Schillerplatz befindet sich ein Casino sowie das Hotel Schillerplatz. Auch die Oberösterreichische Landesbibliothek hat hier ihren Sitz.

### Schillerplatz bis Blumau

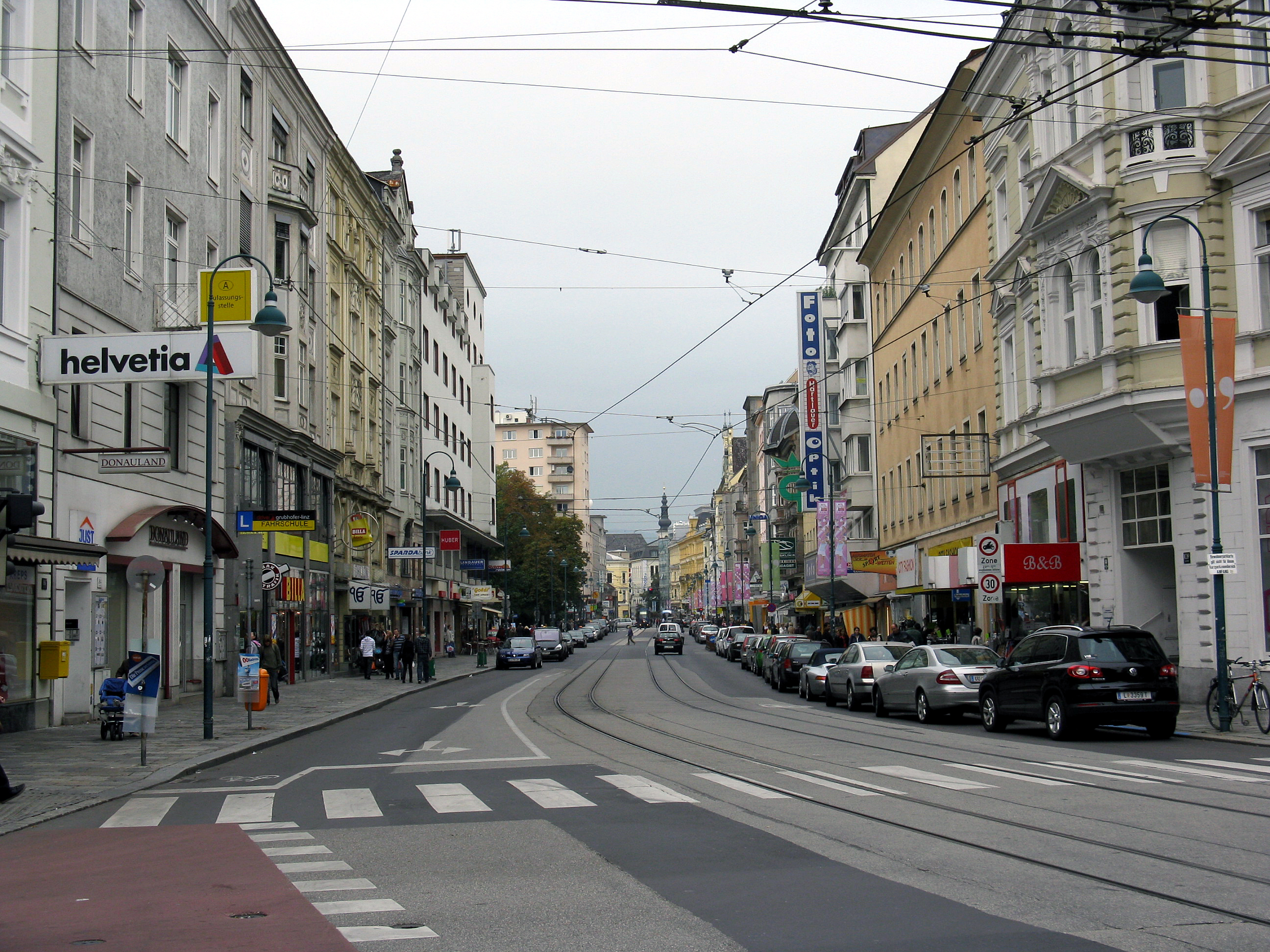
Südlicher Abschnitt bei der Goethekreuzung, Blick nach Norden

Markanteste Einrichtung dieses Abschnitts ist der Volksgarten. Er ist eine der ältesten Parkanlagen in Linz und mit über 100 verschiedenen Baumarten auch der artenreichste. Im Advent findet hier ein großer Weihnachtsmarkt statt. Der Park wurde 1829 von einem Unternehmer angelegt und 1857 von der Stadt Linz erworben.
Südlich angrenzend steht das Musiktheater auf dem Gelände des früheren Blumauerplatzes und des alten Unfallkrankenhauses. Am Blumauerplatz befand sich ein großer Kreisverkehr an der Kreuzung zwischen Landstraße, Blumauerstraße und Bahnhofstraße. Die Straßenführung wurde geändert, auch wurde das Projekt Musiktheater erst durch die Verlegung der Linzer Straßenbahn in den Untergrund in diesem Abschnitt ermöglicht. An der Blumau befindet sich auch ein Direktionsgebäude der ÖBB. Dieses ist als Neubaustandort für ein Hotel im Gespräch.

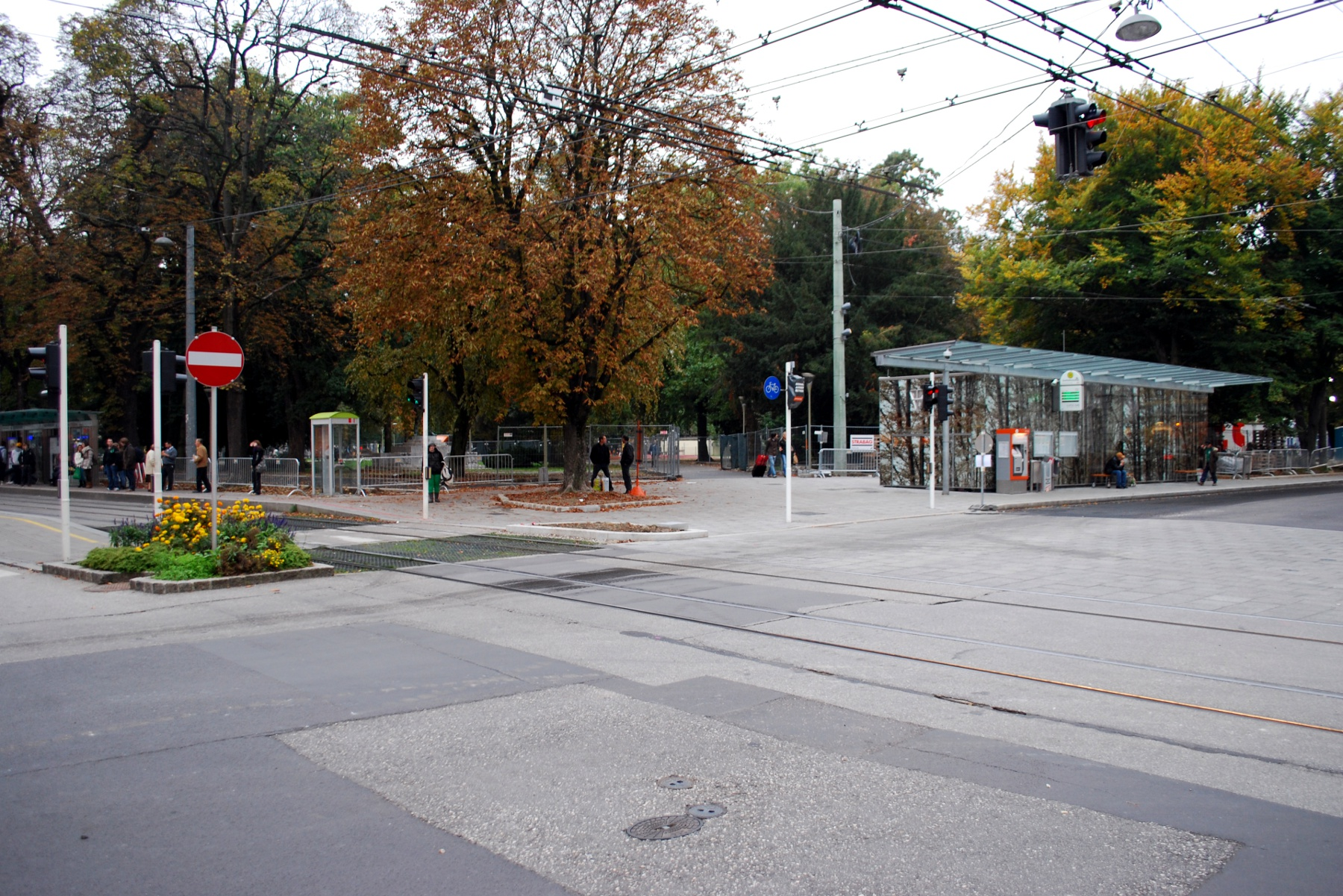
Der Volksgarten von der Goethekreuzung aus gesehen

## Bauwerke
- Palais Weißenwolff, Nr. 12: mit Einkaufspassage Linzerie, ehemals Arkade; wurde Anton Graf Weißenwolff 1714 erworben und umgebaut.
- Winklerbau, Nr. 15: 1931/32 von der Spediteurfamilie Winkler durch Architekt Hans Feichtlbauer im Stil der Moderne erbaut.
- Schlägler Stiftshaus, Nr. 16: 1640 vom Stift Schlägl erworben und neu erbaut.
- Florianer Stiftshaus, Nr. 22: 1615 kam es in den Besitz vom Stift Sankt Florian und wurde ausgebaut.
- Lambacher Stiftshaus, Nr. 28: 1636 im Besitz von Stift Lambach, 1863 durch Baumeister Anton Schrittwieser umgestaltet.
- Baumgartenberger Stifshaus, Nr. 30: einst im Besitz von Stift Baumgartenberg, heute beherbergt es das bekannte Gasthaus Klosterhof mit weitläufigem Gastgarten.
- Ursulinenkirche und Ursulinenhof, Nr. 31: einst Kloster, heute Kulturzentrum
- Palais Mannstorff, Nr. 32: errichtet vom Barockbaumeister Johann Michael Prunner
- Karmeliterkirche, Nr. 33
- Karmelitenbau, Nr. 35: Wohn- und Geschäftshaus, errichtet 1930 von Architekt Hans Feichtlbauer
- Evangelische Martin-Luther-Kirche am Martin-Luther-Platz; errichtet 1841/44 nach Plänen von Johann Rueff
- Palais Kaufmännischer Verein, Nr. 49: 1896/98 von Hermann Krackowizer und Ignaz Scheck errichtet.
- Oberösterreichische Landesbibliothek am Schillerplatz
- Musiktheater am Volksgarten; es bildet den südlichen Abschluss der Landstraße.

## Veranstaltungen
Eine der bekanntesten Veranstaltungen in Linz spielt sich entlang der Landstraße ab: das Pflasterspektakel. Dabei treten Straßenkünstler auf und zeigen ihr Können.